# Støvring Station
Støvring Station er en jernbanestation i stationsbyen Støvring i Himmerland syd for Aalborg.
Stationen ligger på jernbanestrækningen Randers–Aalborg mellem Svenstrup Station og Skørping Station. Støvring Station åbnede i 1869, lukkede i 1974, men blev genåbnet i 2003 som en del af Aalborg Nærbane. Den betjenes af tog fra DSB og Nordjyske Jernbaner.